# Staphylococcaceae
Staphylococceae är en familj av grampositiva bakterier. I familjen ingår släktet Staphylococcus, kända för att omfatta flera medicinskt signifikanta patogener.
De fem släktena Jeotgalicoccus, Macrococcus, Nosocomiicoccus, Salinicoccus och Staphylococcus har visat sig vara monofyletiska, medan Gemella verkar vara polyfyletisk. Patogenen meticillinresistenta Staphylococcus aureus är en medlem av denna familj.